# 개릿 피츠제럴드

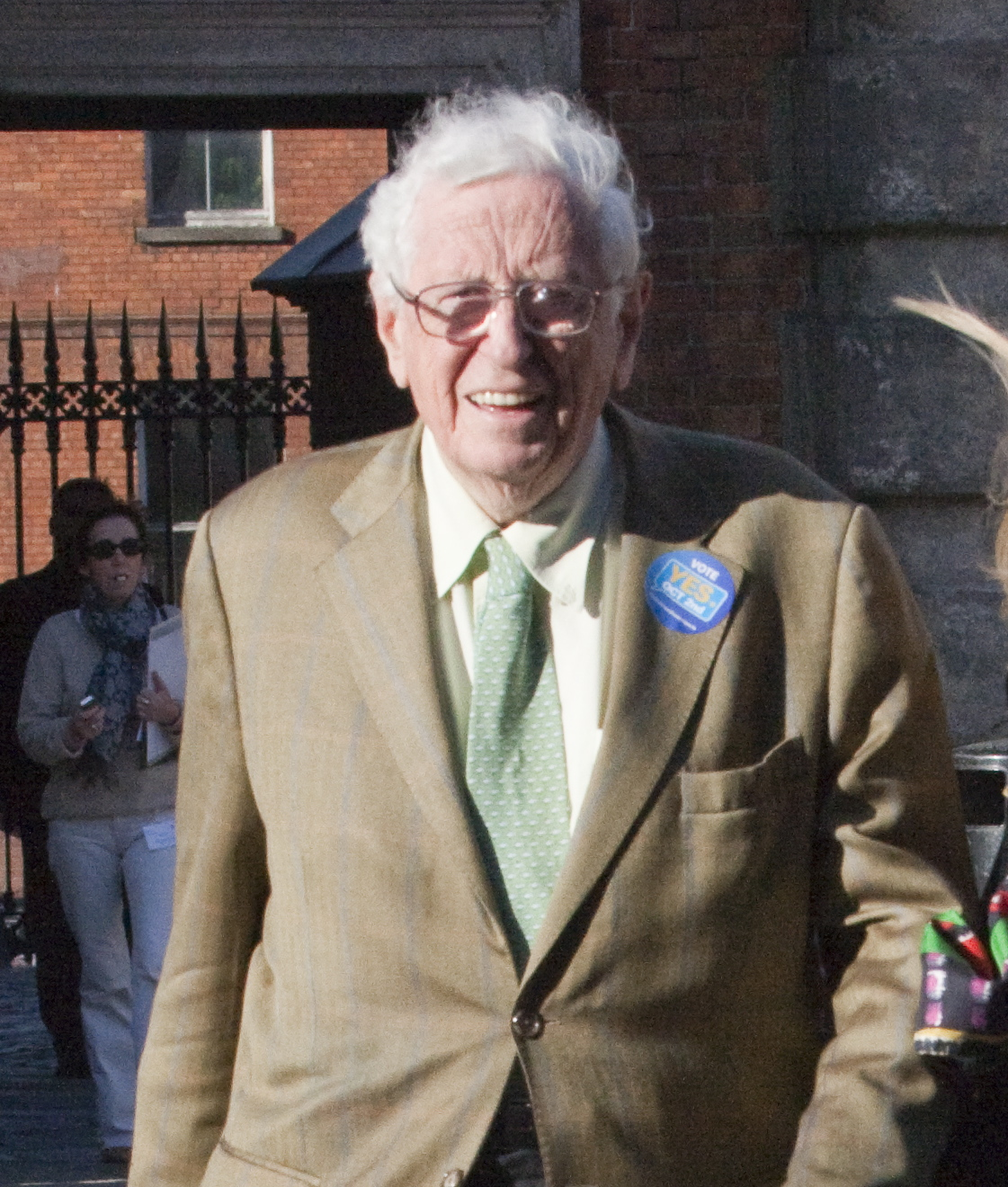
개릿 피츠제럴드

개릿 피츠제럴드(영어: Garret FitzGerald, 1926년 2월 9일 더블린 ~ 2011년 5월 19일 더블린)는 아일랜드의 정치인이다. 소속 정당은 피너 게일이다.

## 생애
1965년 2월부터 1969년 6월까지 아일랜드 상원 의원을 역임했으며 1969년 6월까지 1992년 11월까지 아일랜드 하원 의원을 역임했다. 1973년 3월 14일부터 1977년 7월 5일까지 아일랜드 외무부 장관을 역임했다.
1977년 7월 1일부터 1987년 3월 10일까지 피너 게일 대표를 역임했고 1977년 7월 5일부터 1981년 6월 30일까지, 1982년 3월 10일부터 1982년 12월 14일까지 아일랜드 하원(달 에런)의 원내 야당 대표를 역임했다. 1981년 6월 30일부터 1982년 3월 9일까지, 1982년 12월 14일부터 1987년 3월 10일까지 아일랜드의 총리(티셔흐)를 역임했다.